# Aurivillius cliftoni
Aurivillius cliftoni är en fjärilsart som beskrevs av Pierre Claude Rougeot 1977. Aurivillius cliftoni ingår i släktet Aurivillius och familjen påfågelsspinnare. Inga underarter finns listade i Catalogue of Life.